# Peter Hoffmann
Peter Hoffmann (Dresde, 13 de agosto de 1930-6 de enero de 2023) fue un historiador alemán. Realizó los estudios superiores en la Universidad de Múnich graduándose en historia alemana, historia moderna e historia contemporánea europea.

## Su actividad investigadora
Durante sus estudios universitarios en Múnich descubrió que su padre había "jugado" un pequeño papel en el complot dirigido por Stauffenberg para asesinar a Hitler, amigos de su padre involucrados en la resistencia a Hitler le pidieron que escribiera sobre sus experiencias y le permitieron acceder a documentos que ningún otro historiador había visto hasta entonces, como consecuencia de ello Hoffmann se embarcó en una materia que más tarde se convirtió en el foco de trabajo de toda su vida: El estudio e investigación de la resistencia alemana al régimen nazi de Hitler.
Actualmente Peter Hoffmann es muy conocido dentro y fuera de la comunidad escolar siendo reconocido como una de las mayores autoridades del mundo en todo lo relacionado con la resistencia alemana a los nazis del Tercer Reich. Así mismo es considerado el mejor biógrafo de Claus Schenk Graf von Stauffenberg.
Su gran aportación ha sido el arrojar luz a algunas de las preguntas que durante mucho tiempo mantuvieron dividida a la sociedad alemana de la posguerra. ¿Cuantas personas conspiraron contra Hitler? ¿Quienes fueron? Estos interrogantes estaban sujetos al sensacionalismo, a la propaganda o a que determinadas personas alimentaran sus egos o atacaran a enemigos personales. Peter Hoffmann le dio la vuelta a esa pesadilla.

## Su actividad profesional
Desde 1970 Peter Hoffman ocupa un puesto de profesor en la Universidad McGill de Montreal en el departamento de historia alemana y de historia moderna y contemporánea europea.
Desde 1988 es miembro del William Kingsford Professor of History. También es miembro de otras instituciones como:
- La Royal Society of Canada,
- la Canadian Historical Association,
- el Canadian Committee for the History of the Second World War, y
- de la American Historical Association.

## Reconocimientos
Johannes Rau, presidente de la República Federal de Alemania concedió a Peter Hoffmann la Cruz de la Orden al Mérito de la RFA. Esta le fue entregada por el cónsul general de Alemania en Canadá el 14 de febrero de 2001 en reconocimiento a sus trabajos escolares y por su contribución a la cooperación internacional especialmente entre Canadá y Alemania.

## Su obra
Como resultado de las investigaciones del profesor Peter Hoffmann sobre la resistencia alemana a la dictadura de Hitler (1933-1945), se han publicado numerosos e importantes trabajos monográficos de ese periodo de la historia de Alemania, como:
- Stauffenbergs Freund. Die tragische Geschichte des Widerstandskämpfers Joachim Kuhn. 246 p.p. Munich: C.H.Beck Verlag, 2007.
- Claus Schenk Graf von Stauffenberg. 716 pp. Munich: Pantheon, 2007. (Una revisión y actualización de Claus Schenk Graf von Stauffenberg und seine Brüder)
- Claus Schenk Graf von Stauffenberg und seine Brüder.672 pp. Deutsche Verlags-Anstalt: Stuttgart, 1992, 2004.
- Stauffenberg und der 20. Juli 1944.104 pp. Munich, C.H.Beck Verlag, 1998.
- Stauffenberg. A Family History, 1905-1944.424 pp. Cambridge, New York, Melbourne, Cambridge University Press, 1995.
- Tedeschi contro il nazismo. La Resistenza in Germania.187 pp. Bologna, Società editrice il Mulino, 1994.
- German Resistance to Hitler.169 pp. Cambridge, Massachusetts, London, Harvard University Press, 1988.
- The German Resistance and the Allies in the Second World War. (Faculty of Arts Distinguished Lecture.) 31 pp. Montreal, McGill University, 1987.
- La résistance allemande contre Hitler.728 pp. Paris, Éditions André Balland, 1984.
- Hitler's Personal Security.321 pp. Basingstoke, London, Macmillan Press, 1979.Cambridge, Massachusetts, M.I.T. Press, 1979.
- Widerstand gegen Hitler: Probleme des Umsturzes.104 pp. Munich, R.Piper & Co. Verlag, 1979. Edición revisada Widerstand gegen Hitler und das Attentat vom 20. Juli 1944. Probleme des Umsturzes. 104 pp., Munich, R.Piper & Co. Verlag, 1984.

Edición revisada., 100 pp. Oberammergau, Media Druck und Verlag, 1993.
Edición revisada y ampliada titulada Widerstand gegen Hitler und das Attentat vom 20. Juli 1944. 159 pp. Konstanz, Universitätsverlag Konstanz, 1994.
- The History of the German Resistance 1933-1945.847 pp. London, Macdonald and Jane's, 1977.Cambridge, Massachusetts, M.I.T. Press, 1977. Edición revisada. 849 pp., Cambridge, Massachusetts, M.I.T. Press, 1979. Third English Edition. 853 pp., Montreal, Kingston, London, Buffalo, McGill-Queen's University Press, 1996.
- Die Sicherheit des Diktators:Hitlers Leibwachen, Schutzmassnahmen, Residenzen, Hauptquartiere.328 pp., Munich, Zúrich, R.Piper & Co. Verlag, 1975.
- Widerstand, Staatsstreich, Attentat:Der Kampf der Opposition gegen Hitler.988 pp., Munich, R.Piper & Co. Verlag, 1969. 2nd rev. ed. 998 pp., 1970. 3rd rev. ed. 1003 pp., 1979. 4th rev. ed. 1003 pp., 1985.
- Die diplomatischen Beziehungen zwischen Württemberg und Bayern im Krimkrieg und bis zum Beginn der Italienischen Krise (l853-l858).l32 pp. Stuttgart, W.Kohlhammer Verlag, 1963.